# قبلة المرأة العنكبوت (فلم)
قبلة المرأة العنكبوب (بالإنجليزية: Kiss of the Spider Woman) هو فيلم دراما تم إنتاجه في الولايات المتحدة والبرازيل وصدر في سنة 1985.

## بطولة
- ويليام هورت

### ترشيحات وجوائز
| السنة | الحدث | الفئة            | النتيجة  |
| ----- | ----- | ---------------- | -------- |
|       |       | أوسكار أحسن ممثل | فـــــوز |

## الميزانية والإيرادات
حقق أرباحا تقدر بـ 17,005,229 دولار.

## وصلات خارجية
- مقالات تستعمل روابط فنية بلا صلة مع ويكي بيانات